# ナタリヤ・サフローノワ
ナターリヤ・アンドレーエヴナ・サフローノワ（ロシア語: Наталья Андреевна Сафронова、1979年2月6日 - ）は、ロシアの元女子バレーボール選手。元バレーボールロシア女子代表。

## 来歴
クラスノヤルスク出身。1996年にロシア代表入り。2004年アテネオリンピックに出場し銀メダルを獲得した。

## 球歴
- オリンピック - 2004年（銀メダル）
- 世界選手権 - 1998年（銅メダル）、2002年（銅メダル）、2006年（金メダル）
- ワールドカップ 1999年（銀メダル）
- 欧州選手権 - 1997年、2001年（優勝）、2005年、2007年（3位）
- ワールドグランプリ - 1997年、1999年、2002年（優勝）

## 所属クラブ
- Ouraltransbank（1994-1998年）
- JTマーヴェラス（1998-1999年）
- Ouraltransbank（1999-2001年）
- Aeroflot-Malahit （2001-2002年）
- ウラロチカ・エカテリンブルク （2002-2004年）
- ザレチエ・オジンツォボ （2004-2008年）
- ディナモ・モスクワ （2008-2009年）